# Tomasz Whitbread

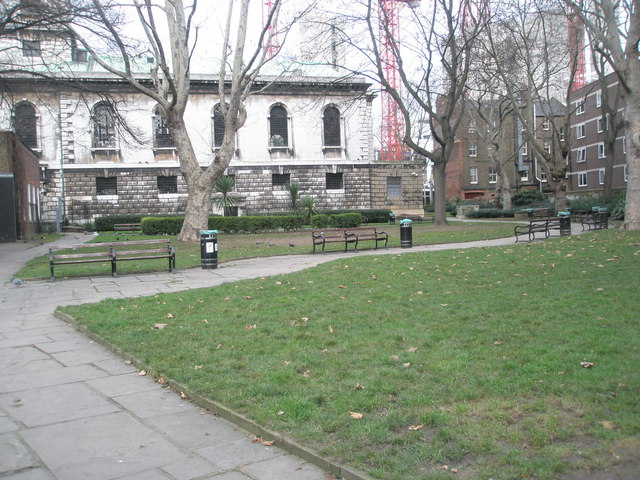
Przykościelny cmentarz
St Giles in the Fields.

Tomasz Whitbread SJ, (ang.) Thomas Whitbread (ur. 1618 w Esseksie, zm. 20 czerwca 1679 w Tyburn) – angielski prezbiter i prowincjał zakonu jezuitów, czczonych przez Kościół katolicki jako męczennik za wiarę, ofiara antykatolickich prześladowań w Anglii okresu reformacji, zabity w wyniku represji związanych z przynależnością do Kościoła katolickiego, na podstawie sfabrykowanych zarzutów o udziale w spisku.

## Życiorys
Pochodził z Esseksu gdzie przyszedł na świat w 1618 roku. Studiował w kolegium angielskim na terenie Saint-Omer zaś 7 września 1635 roku rozpoczął nowicjat prowadzony przez Towarzystwo Jezusowe w Watten. W 1645 roku złożył profesję zakonną. Do ewangelizowania rodaków na wschodzie ojczyzny skierowany został dwa lata później. Powołanie realizował pełniąc jednocześnie powierzone mu obowiązki superiora jezuitów w okręgu Suffolk (dwukrotnie) i Lincolnshire, a od stycznia 1678 roku wybrany na prowincjała zakonu na całą Anglię.
Aresztowany został 29 września 1678 roku, na podstawie sfabrykowanych przez Tytusa Oatesa oskarżeń i zamknięty w londyńskim więzieniu Newgate. Już 17 grudnia postawiono go przed trybunałem, ale w trakcie procesu nie dowiedziono popełnienia przestępstwa. Kolejny raz stanął przed trybunałem pod zarzutem udziału w rzekomym spisku mającym na celu zabójstwo protestanckiego króla Karola II wraz z Antonim Turnerem, Janem Fenwickiem, Janem Gavanem i Wilhelmem Harcourtem. 13 czerwca w Old Bailey, za współudział w „spisku” wszyscy zostali skazani na śmierć przez powieszenie, wybebeszenie i poćwiartowanie. Wyrok wykonano 20 czerwca 1679 roku. Przed śmiercią Tomasz Whitbread potwierdził swoją niewinność i przebaczył ludziom, których fałszywe zeznania doprowadziły do wyroku śmierci. Wszyscy skazańcy odrzucili ułaskawienie warunkowane przyznaniem się do winy, a następnie pogrążyli się w modlitwie. Pochowani zostali na przykościelnym cmentarzu St Giles in the Fields.

## Znaczenie
W 1628 roku w Londynie opublikowano poematy autorstwa Tomasza Whitbreada: „The death” i „To his soul” w „The Remonstrance of Piety and Innocence”, był też autorem książki pod tytułem „Devout Elevation of the Mind to God”. 
Tomasza Whitbreada ze współtowarzyszami beatyfikował papież Pius XI 15 grudnia 1929.
Relikwie męczennika do współczesności znajdują się na terenie St Giles in the Fields.
Wspomnienie liturgiczne błogosławionego męczennika w Kościele katolickim obchodzone jest w Dies natalis (20 czerwca).